# Arwen Colles
Gli Arwen Colles sono una formazione geologica della superficie di Titano.
Prendono il nome da Arwen, personaggio de Il Signore degli Anelli di J. R. R. Tolkien.